# Dieter Wittich

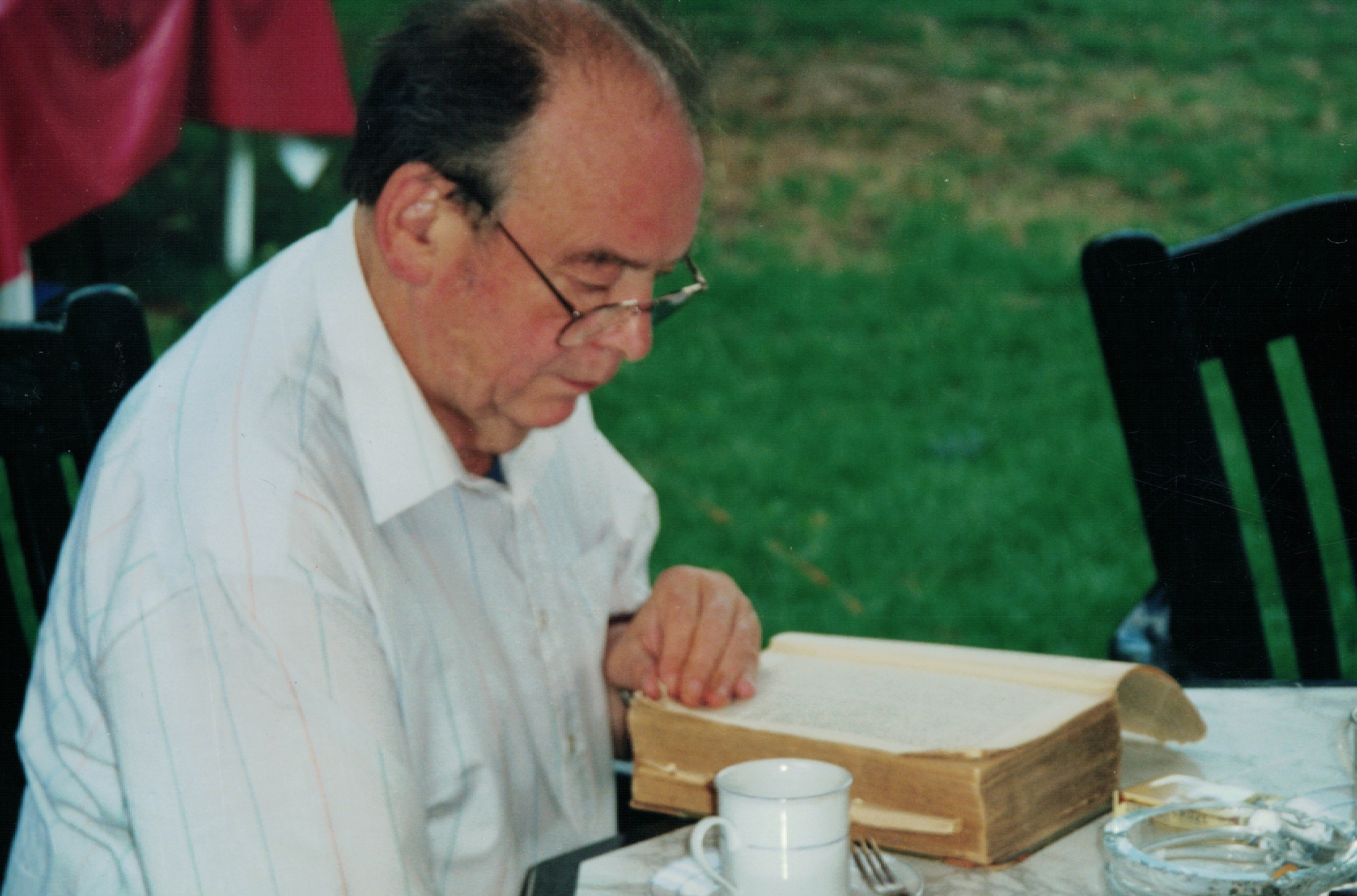
Dieter Wittich

Grab Dieter Wittich 2021

Dieter Wittich (* 7. Februar 1930 in Mansbach; † 22. Juni 2011 in Strausberg) war ein deutscher Philosoph. Ab 1966 lehrte er an der Leipziger Karl-Marx-Universität und hatte den einzigen Lehrstuhl für Erkenntnistheorie inne, den es in der DDR gab.

## Leben
Dieter Wittich, aufgewachsen in Schmalkalden im Thüringer Wald, studierte bei Georg Klaus zunächst an der Friedrich-Schiller-Universität Jena und ab 1953 an der Humboldt-Universität Philosophie. 1960 wurde er mit einer Arbeit zum Materialismusstreit promoviert und begann im gleichen Jahr, Vorlesungen zur marxistisch-leninistischen Erkenntnistheorie zu halten. Ab 1966 lehrte Wittich an der Leipziger Karl-Marx-Universität und hatte den einzigen Lehrstuhl für Erkenntnistheorie inne, den es in der DDR gab. Von 1974 bis 1990 war er dort Dekan der Fakultät für Philosophie und Geisteswissenschaft und trat 1995 in den Ruhestand.
Wittich veröffentlichte ungefähr 150 wissenschaftliche Publikationen in der DDR, aber auch in den USA, England, Österreich und Kolumbien. Er war Experte für die neuere, nicht am Marxismus orientierte Wissenschaftstheorie in der angelsächsischen Welt. 1979 wurde er in die Sächsische Akademie der Wissenschaften und 1995 in die Leibniz-Sozietät zu Berlin gewählt.
Nach Auffassung von Heinrich Opitz begründete Wittich in den 1960er Jahren die „Leipziger erkenntnistheoretische Schule“, die es sich zur Aufgabe machte, die verstreuten Äußerungen von Karl Marx und Friedrich Engels zur Erkenntnistheorie systematisch zusammenzutragen, wodurch, so Opitz, die marxistische Erkenntnistheorie „wieder den ihr genuin entsprechenden Platz im System der marxistischen Philosophie erhielt“.

## Werke (Auswahl)
- Übersetzung aus dem Russischen, autorisiert von Georg Klaus: Ernst Kolman: Was ist Kybernetik. Verlag Junge Welt, Berlin 1955 (wissenschaftliche Beilage zu Forum, 1955, 23)
- Der deutsche kleinbürgerliche Materialismus der Reaktionsjahre nach 1848/49. Unter besonderer Berücksichtigung des naturhistorischen Materialismus Ludwig Büchners. Dissertation, unveröffentlicht, Berlin 1960
- Die materialistische Erkenntnistheorie. Humboldt-Universität, Berlin 1962, 2. Auflage, Heft 4 von: Dialektischer Materialismus. Fernstudium Philosophie
- Praxis, Erkenntnis, Wissenschaft. Deutscher Verlag der Wissenschaft, Berlin 1965
- Erkenntnistheorie. Studienanleitung. Institut für Philosophie der Humboldt-Universität, Berlin 1965
- Zu Fragen der marxistischen Praxisbestimmung und des Verhältnisses von Praxis und Erkenntnis, Habilitationsschrift, Humboldt-Universität, Berlin 1966
- mit Reinhold Miller Leitung des Autorenkollektives von Die Sozialistische Weltanschauung, Volk und Wissen, Berlin 1966 (3. Auflage, Band 3 von Staatsbürgerkunde)
- Herausgabe und Einleitung: Carl Vogt, Jakob Moleschott und Ludwig Büchner, Schriften zum kleinbürgerlichen Materialismus in Deutschland, 2 Bände, Akademie, Berlin 1971 (Philosophische Studientexte 38)
- Über Gegenstand und Methoden der marxistisch-leninistischen Erkenntnistheorie, Deutscher Verlag der Wissenschaft, Berlin 1973
- mit Klaus Gössler und Kurt Wagner: Marxistisch-leninistische Erkenntnistheorie. 2. Auflage; 1. Auflage 1978. Deutscher Verlag der Wissenschaft, Berlin 1980
- Gedanken zum Werk von Karl Marx in seiner Bedeutung für die sozialistische Hochschulpolitik. Referat auf der Plenartagung des Wissenschaftlichen Rates am 19. Januar 1983. Karl-Marx-Universität, Leipzig 1983, (Leipziger Universitätsreden, Neue Folge, Heft 64)
- Warum und wie Lenins philosophisches Hauptwerk entstand. Entstehung, Methodik und Rezeption von „Materialismus und Empiriokritizismus“, Dietz, Berlin 1985 (Grundfragen der marxistisch-leninistischen Philosophie)
- Zur Entstehungs- und Rezeptionsgeschichte von W. I. Lenins Werk „Materialismus und Empiriokritizismus“. Akademie, Berlin 1986, ISBN 3-05-000069-4 (Sitzungsberichte der Sächsischen Akademie der Wissenschaften zu Leipzig, Philologisch-Historische Klasse, Band 127, Heft 2)
- mit Horst Poldrack: Der Londoner Kongress zur Wissenschaftsgeschichte 1931 und das Problem der Determination von Erkenntnisentwicklung. Akademie, Berlin 1990, ISBN 3-05-001062-2 (Sitzungsberichte der Sächsischen Akademie der Wissenschaften zu Leipzig, Philologisch-Historische Klasse, Band 130, Heft 5)
- mit Helmut Seidel und Volker Caysa: Zum philosophischen Praxis-Begriff. Die zweite Praxis-Diskussion in der DDR. Texte zur Philosophie Heft 12, Rosa-Luxemburg-Stiftung Sachsen, 2002.